# Kuka (przedsiębiorstwo)

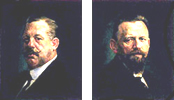
Johann Josef Keller i Jacob Knappich (założyciele KUKA AG)

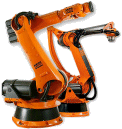
Roboty przemysłowe KUKA

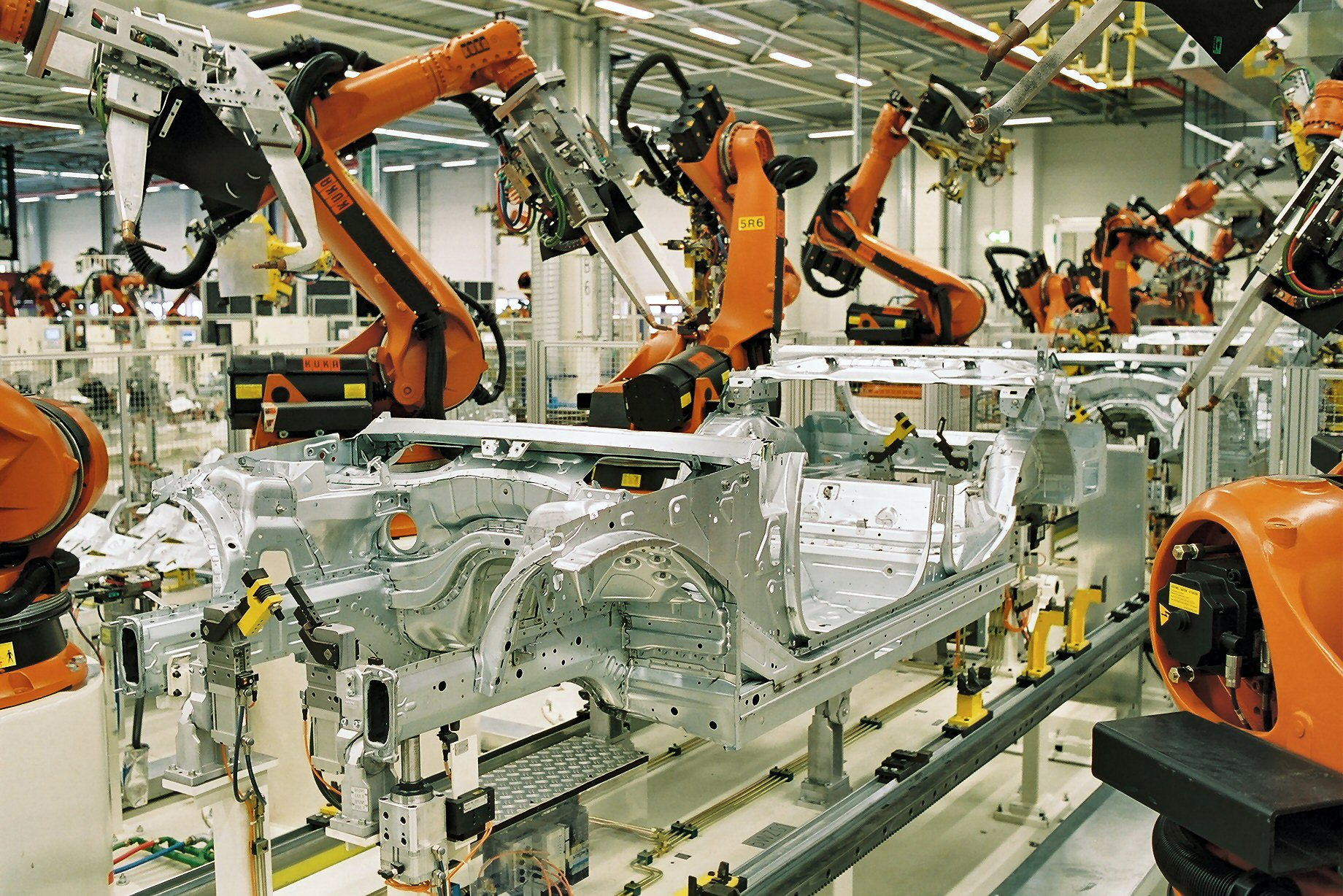
Motoryzacja: zgrzewanie punktowe

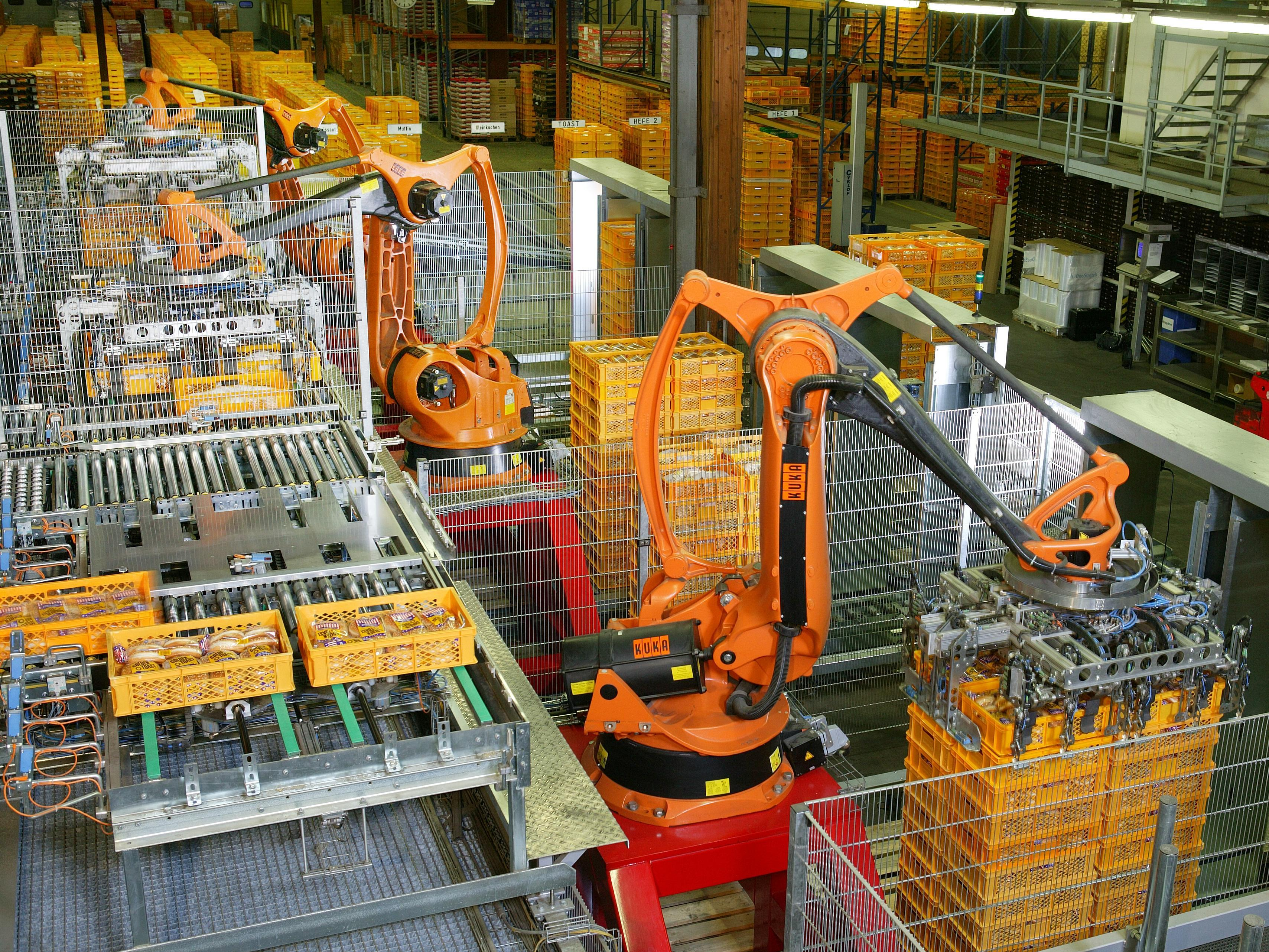
Roboty paletyzujące żywność w piekarni

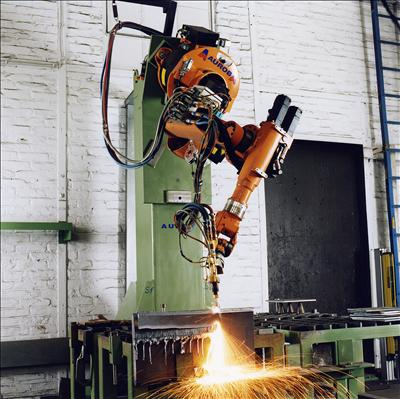
Produkcja mostów stalowych, cięcie stali

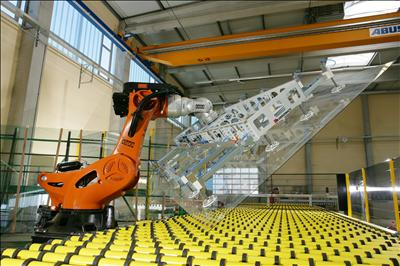
Obsługa szkła płaskiego, robot o bardzo wysokim udźwigu o ładowności 1000 kg

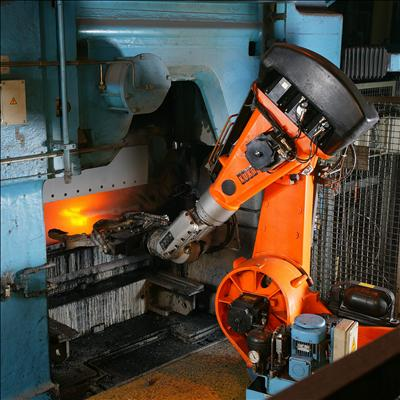
Automatyzacja odlewni z termo-odpornym robotem

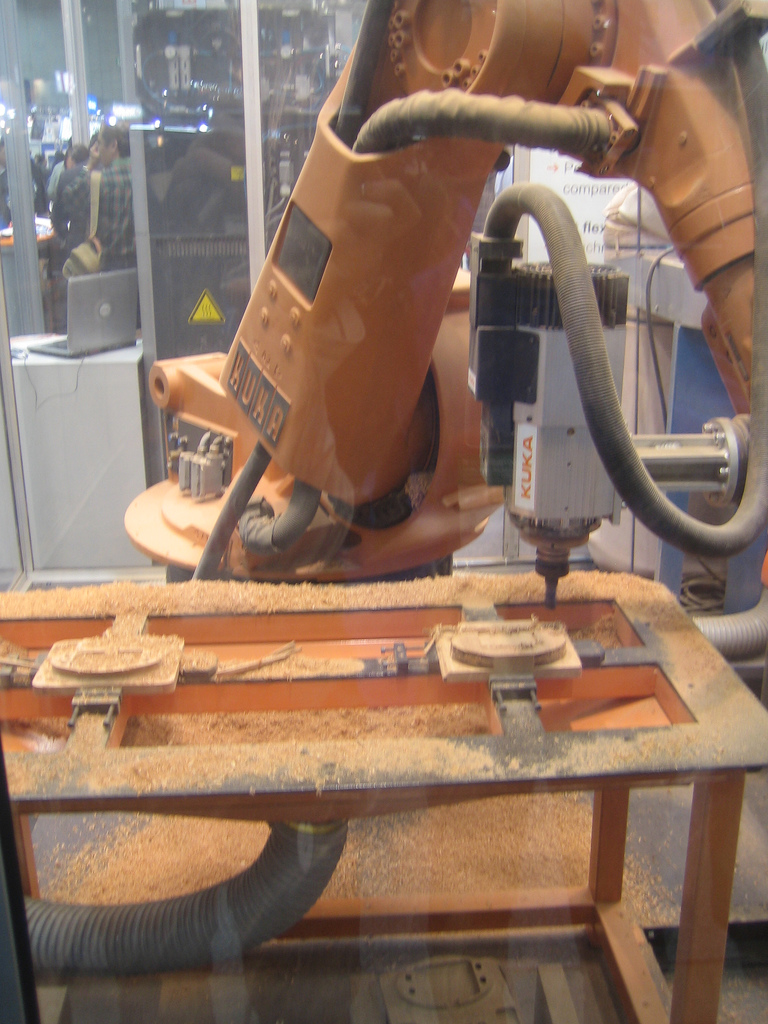
Obróbka drewna: frezowanie i cięcie CNC

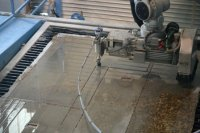
Obróbka kamienia: cięcie strumieniem wody kwarcowych blatów kuchennych

KUKA AG – niemieckie przedsiębiorstwo zajmujące się produkcją robotów przemysłowych oraz systemów automatyki przemysłowej. Jest jednym z największych producentów w branży. Jesienią 2016 roku wykupione przez chińskich inwestorów.
Przedsiębiorstwo posiada ponad 20 spółek-córek na całym świecie, m.in. w Stanach Zjednoczonych, Meksyku, Brazylii, Japonii, Chinach, Korei Południowej, Tajwanie, Indiach oraz w prawie wszystkich krajach europejskich. Spółki te są najczęściej oddziałami zajmującymi się dystrybucją oraz serwisem. Przedsiębiorstwo zatrudnia ponad 3150 pracowników (30.09.2012). Klientami są głównie branże motoryzacyjne.
Nazwa przedsiębiorstwa pochodzi od inicjałów – Keller und Knappich (założyciele), Augsburg (siedziba) i w tym samym czasie stała się zastrzeżonym znakiem towarowym dla robotów przemysłowych oraz innych produktów firmy.

## Historia
Przedsiębiorstwo KUKA zostało założone w 1898 roku w niemieckim Augsburgu, gdzie do dziś znajduje się jego centrala. Założycielami byli Johann Josef Keller i Jacob Knappich. Na początku celem przedsiębiorstwa było oświetlenie domów i ulic, ale KUKA szybko skoncentrowała się na innych produktach (rozwiązaniach i sprzęcie do spawania oraz dużych pojemnikach), aby w 1966 roku stać się liderem pojazdów komunalnych na europejskim rynku.
W roku 1973 przedsiębiorstwo stworzyło swego pierwszego robota przemysłowego, któremu nadano nazwę Famulus. W tym czasie KUKA należała do grupy Quandt. Jednakże w roku 1980 rodzina Quandt wycofała się z interesu, a przedsiębiorstwo stało się spółką publiczną. W 1995 roku KUKA została podzielona na KUKA Roboter GmbH oraz na KUKA Schweißanlagen GmbH (obecnie KUKA Systems GmbH). Dziś KUKA skupia się na postępowych rozwiązaniach w zakresie automatyzacji przemysłowych procesów produkcyjnych. Przedsiębiorstwo należy do notowanej na giełdzie spółki KUKA AG (wcześniej IWKA Group).

## Osiągnięcia
- 1971 – pierwsza w Europie linia spawalnicza zbudowana dla Daimler-Benz
- 1973 – KUKA buduje pierwszy na świecie robot o nazwie Famulus, wyposażony w sześć elektromechanicznie napędzanych osi
- 1976 – IR 6/60 – całkowicie nowy typ robota wyposażony w sześć elektromechanicznie napędzanych osi i w ruchomy przegub
- 1989 – rozwijana jest nowa generacja robotów przemysłowych – bezszczotkowe silniki napędowe o niskich kosztach utrzymania i większych możliwościach technicznych
- 2007 – KUKA „titan” – największy i najsilniejszy wówczas robot przemysłowy z sześcioma osiami, który został wpisany do Księgi światowych rekordów Guinnessa[4]
- 2010 – po raz pierwszy jako jedyna rodzina robotów, robot serii KR Quantec całkowicie pokrywa zakres obciążenia od 90 do 300 kg, o zasięgu do 3100 mm
- 2012 – uruchomienie nowego, małego robota serii KR Agilus

## Zastosowanie
Obszary zastosowania robotów przemysłowych są zróżnicowane. Roboty są wykorzystywane przy magazynowaniu, załadunku i rozładunku maszyn, paletyzacji, spawaniu łukowym i miejscowym w wielu gałęziach przemysłu. Roboty przemysłowe KUKA są stosowane w produkcji przez takie firmy jak: General Motors, Chrysler, Ford, Porsche, BMW, Audi, Mercedes-Benz, Volkswagen, Ferrari, Harley-Davidson, Boeing, Siemens, STIHL, IKEA, Swarovski, Wal-Mart, Nestlé, Budweiser, BSN medical, a także Coca-Cola i inne. Poniżej kilka konkretnych zastosowań:
Transport
Roboty przemysłowe mogą odgrywać ważną role w transporcie ładunków ciężkich. Ładowność robotów i ich łatwe pozycjonowanie są często wykorzystywane.
Przemysł spożywczy
Roboty KUKA znajdują także zastosowanie w przemyśle spożywczym. Tutaj roboty niezawodnie odciążają ludzi i maszyny w wymagających zadaniach, takich jak załadunek i rozładunek maszyn pakujących, cięcie mięsa, układanie w stosy i paletyzację oraz są one używane do kontroli jakości.
Budownictwo
Budownictwo oferuje zmienne obszary zastosowania. Roboty są stosowane zarówno do zapewnienia równego przepływu materiału, jak i do dalszej obróbki i efektywnej produkcji.
Przemysł szklarski
W przemyśle szklarskim roboty znajdują zastosowanie w etapach przetwarzania, takich jak obróbka termiczna szkła i szkła kwarcowego, operacje gięcia i formowania lub produkcję wyrobów, normalną oraz masową.
Kuźnictwo i przemysł odlewniczy
Jako że roboty przemysłowe są termo- i pyłoodporne, mogą być stosowane bezpośrednio przed, w, lub na maszynach odlewniczych. Roboty KUKA mogą być także używane do dalszej obróbki, jak gratowanie, szlifowanie lub do kontroli jakości.
Przemysł drzewny
Szlifowanie, frezowanie, wiercenie, piłowanie, paletyzacja lub sortowanie to zastosowania w przemyśle drzewnym, które mogą być wspierane przez roboty.
Obróbka metalu
Główne obszary pracy robotów to operacje przetwarzania, jak wiercenie, frezowanie, piłowanie lub gięcie i wykrawanie. Oczywiście, roboty przemysłowe stosowane są też w procesie spawania, montażu, załadunku i rozładunku.
Obróbka kamienia

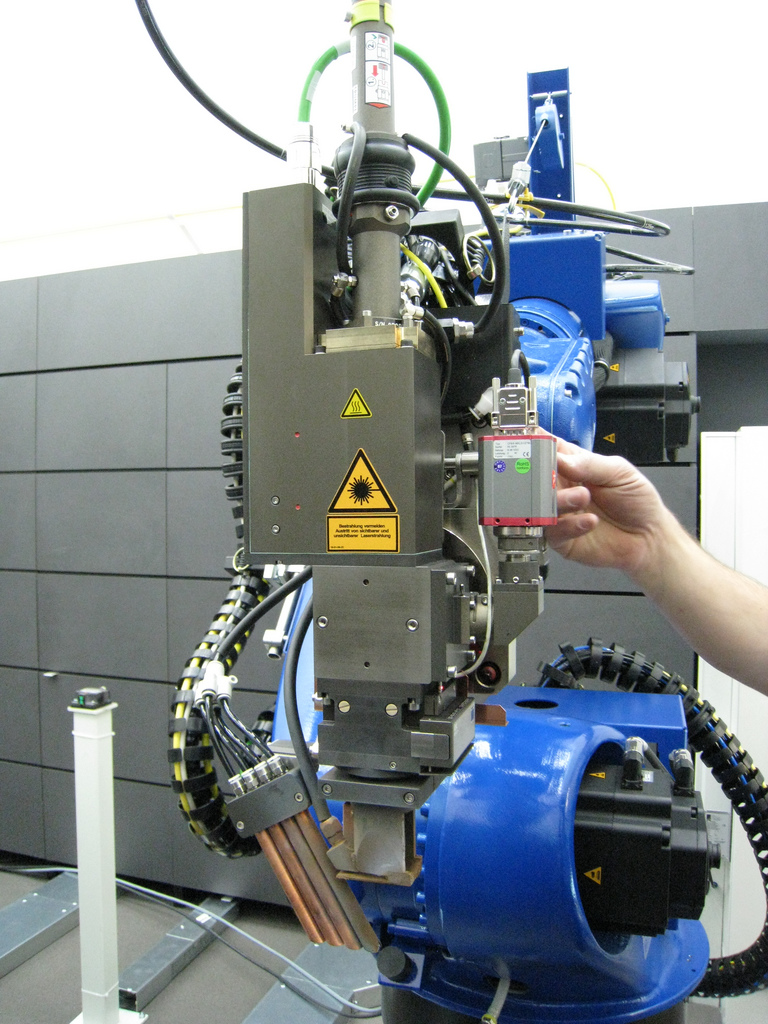
Obróbka metalu: YAG-cięcie laserowe

Przemysł ceramiczny i kamieniarski stosuje roboty przemysłowe od piłowania płyt kamiennych aż do w pełni automatycznego przetwarzania 3D.

## Wyniki finansowe
Skonsolidowane obroty (KUKA Roboter GmbH)
- 413 mln Euro (2008)
- 330 mln Euro (2009)
- 435 mln Euro (2010)
- 616 mln Euro (2011)

Zarząd spółki KUKA Roboter GmbH:
- CEO Manfred Gundel
- CFO Michael Albert

Skonsolidowane obroty (KUKA AG)
- 1286 mln euro (2007)
- 1266 mln euro (2008)
- 902 mln euro (2009)
- 1078 mln euro (2010)
- 1435 mln euro (2011)

Zarząd spółki KUKA AG:
- CEO Peter Mohnen
- CFO Alexander Liong Hauw Tan

## Ciekawostki
Roboty KUKA pojawiły się także w branży filmowej w Hollywood. W filmie o Jamesie Bondzie: „Śmierć nadejdzie jutro”, w scenie przedstawiającej pałac lodowy w Islandii życie agentki Jinx z NSA (Halle Berry) jest zagrożone przez laserowo uzbrojone roboty. Również w filmie „Kod da Vinci” w reżyserii Rona Howarda robot firmy KUKA podaje pojemnik zawierający krypteks Tomowi Hanksowi, który odgrywa rolę Roberta Langdona. W 2001 roku KUKA buduje Robocoaster, który jest pierwszym na świecie robotem przemysłowym do przewozu pasażerów. Podczas jazdy używane są przymocowane do ramion robotów siedzenia w stylu roller-coaster i zapewniona jest dwóm pasażerom sekwencja ruchu w stylu roller-coaster poprzez szereg programowalnych manewrów. Pasażerowie mogą sami zaprogramować ruchy ich jazdy. W roku 2007 KUKA wprowadza symulator, oparty na Robocoaster. Od roku 2010 park rozrywki Universal’s Islands of Adventure w Orlando, Floryda wykorzystuje technologię ramienia robota w swojej rewolucyjnej atrakcji, Harry Potter and the Forbidden Journey. Fotele pasażerów są zamontowane na ramionach robota, które są z kolei zamontowane na torze. Pozwala to na podróż ramion wzdłuż przygotowanych atrakcji podczas wykonywania swoich ruchów zsynchronizowanych z elementami przedstawienia, które są częścią przejażdżki (animowane rekwizyty, powierzchnie projekcyjne itd.).